# Карповское (Междуреченский район)
Карповское — деревня в Междуреченском районе Вологодской области.
Входит в состав Ботановского сельского поселения, с точки зрения административно-территориального деления — в Ботановский сельсовет.
Расстояние по автодороге до районного центра Шуйского — 44 км, до центра муниципального образования Игумницева — 12 км. Ближайшие населённые пункты — Саранцыно, Огнево, Ершово.
По переписи 2002 года население — 14 человек.